# Saint-Martin-du-Puy (Nièvre)
Saint-Martin-du-Puy ist eine französische Gemeinde mit 594 Einwohnern (Stand 1. Januar 2022) im Département Nièvre in der Region Bourgogne-Franche-Comté (vor 2016 Bourgogne). Sie gehört zum Arrondissement Château-Chinon (Ville) (bis 2017 Clamecy) und zum Kanton Corbigny (bis 2015 Lormes).

## Geographie
Saint-Martin-du-Puy liegt etwa 55 Kilometer nordöstlich von Nevers. An der südwestlichen Gemeindegrenze verläuft das Flüsschen Brinjame. Umgeben wird Saint-Martin-du-Puy von den Nachbargemeinden von Saint-André-en-Morvan im Norden und Nordwesten, Chastellux-sur-Cure im Norden, Chalaux und Marigny-l’Église im Osten, Brassy im Süden, Lormes im Süden und Westen sowie Empury im Westen und Nordwesten.

## Bevölkerungsentwicklung
| Jahr                       | 1962 | 1968 | 1975 | 1982 | 1990 | 1999 | 2006 | 2011 | 2016 |
| Einwohner                  | 542  | 526  | 392  | 375  | 314  | 281  | 353  | 287  | 274  |
| Quellen: Cassini und INSEE |      |      |      |      |      |      |      |      |      |

## Sehenswürdigkeiten
- Kirche
- Schloss Vésigneux aus dem 14. Jahrhundert, seit 2012 Monument historique

## Weblinks

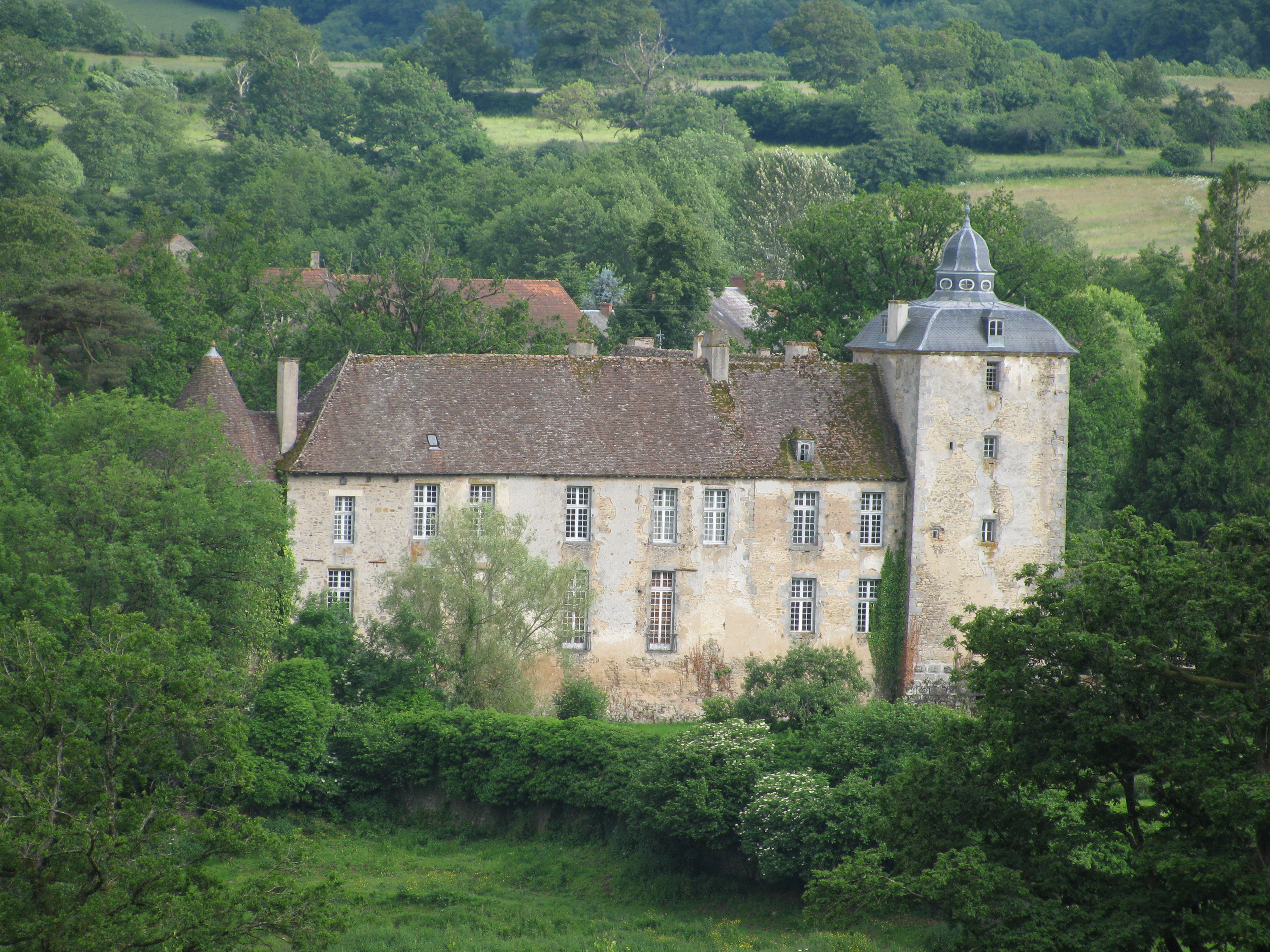
Schloss Vésigneux